# Red Star OS
 Red Star OS (кор. 붉은별 사용자 영체계, Пульгинбьоль Сайонджа Йондчхеге) — північнокорейська операційна система, заснована на Fedora Linux. Початок її розробки в Корейському комп'ютерному центрі відноситься до 2002. До цього часу в Північній Кореї зазвичай використовувалися англомовні версії Windows. Поширюється тільки локалізована корейська версія, але за допомогою терміналу можна встановити англійську мову. В англомовних джерелах згадується як Red Star OS.

## Red Star OS 1.0
Перша версія з'явилась в 2008 році. Графічний інтерфейс системи схожий на Windows XP. 
В Red Star OS 1.0 є встановлений веббраузер «Naenara» на основі Mozilla Firefox та офісний пакет «Uri 2.0» на основі OpenOffice. Також, система включає в себе шар сумісності Wine для запуску програм для ОС Windows.
ISO-образу системи в Інтернеті немає, тільки знімки екрану.

## Red Star OS 2.0
Розробка версії 2.0 почалась в квітні 2008 року та закінчилась 3 червня 2009 року. Як і її попередник, схожа на Windows XP, в якості теми оформлення використовується Grassy XP з Linux XP, була оцінена в 2000 північнокорейских вон (15 доларів США).
Інтернет-браузер "Naenara" також включений в цю версію. Браузер був випущений 6 серпня 2009 року як частина операційної системи і був оцінений в 4000 північнокорейских вон (близько 28 доларів США). 
Системні вимоги до обладнання для запуску Red Star OS 2.0:
- Pentium III 800 МГц
- 256 мегабайт оперативної пам'яті
- 3Гб на жорсткому диску

ISO-образ Red Star OS 2.0 є у вільному доступі.

## Red Star OS 3.0
Інформація про систему
Red Star OS 3.0 - найбільш відома версія цієї системи. Версія 3.0 була представлена 15 квітня 2012 року. Її дизайн пародіював Mac OS X. Система включала в себе пакет програмного забезпечення, яке слідкувало та контролювало користувача. Серед них: файловий менеджер KFinder, програвач QuickTime Player, браузер «Ненара» (кор. 내나라내나라, Моя країна) на основі Mozilla Firefox, адресна книга, калькулятор, текстовий редактор Simple Text та декілька додатків з стандартної поставки KDE 3 (календар kCal, емулятор терміналу Konsole). Також, система постачалась з набором утиліт, таких як менеджер активності, мережева утиліта, дискова утиліта, менеджер сертифікатів, системний профайлер, менеджер логів та Bokem - "антивірусне" програмне забезпечення, яке насправді є один з системних засобів "безпеки".
ISO-образ Red Star OS 3.0 також є у вільному доступі.
Утиліта Bokem, системні засоби "безпеки" та як Red Star OS 3.0 спростила уряду КНДР процес слідкування за користувачами
Третя версія Red Star OS включала в себе засоби "безпеки", які захищали систему від несанкціонованих змін. В системі був вимкнений обліковий запис суперкористувача (root), звичайному користувачу обмежено доступ до команди sudo (англ. superuser do - виконати від імені "суперкористувача" або substitute user [and] do - підмінити користувача та виконати), а при спробі змінити системні файли, система перезавантажулась та/або самознищувалась.
Як відомо, в Північній Кореї немає доступу до Інтернету, тому люди обмінювались незаконними файлами за допомогою флеш-накопичувачів та карт пам'яті, що ускладнювало уряду КНДР відслідковування заборонених матеріалів. Тому, Red Star OS 3.0 постачалась з утилітою, яка позначала файли спеціальним "водяним знаком", по якому можна було визначити першого власника файлу. Вважається, що цю задачу виконує саме Bokem, але ця інформація не є достовірною.

## Red Star OS 4.0
Про четверту версію системи майже немає інформації в Інтернеті.
Наприкінці 2017 року стало відомо, що Red Star OS 4.0 існує і проходить "польові іспити". Також система має серверний варіант, яка використовується на веб-сайтах авіакомпанії КНДР Air Koryo та радіостанції Голос Кореї.